# قيوراق
قيوراق (بالإنجليزية: Qıvraq)‏ هي مستوطنة تقع في أذربيجان في كنقرلي.[بحاجة لمصدر] يقدر عدد سكانها بـ 4,444 نسمة .